# 1975 у футболі
Нижче наведені футбольні події 1975 року у всьому світі.

## Національні чемпіони
- Англія: Дербі Каунті
- Аргентина: Рівер Плейт
- Бразилія: Інтернасьйонал
- Італія: Ювентус
- Іспанія: Реал Мадрид
- НДР: Магдебург
- Нідерланди: ПСВ
- Парагвай: Олімпія (Асунсьйон)
- Португалія: Бенфіка
- СРСР: Динамо (Київ)
- ФРН: Боруссія (Менхенгладбах)
- Франція: Сент-Етьєнн
- Югославія: Хайдук (Спліт)